# Electric Fields
Electric Fields és un duet de música electrònica australià format per la vocalista Zaachariaha Fielding i el teclista i productor Michael Ross. Els Electric Fields combinen la música moderna d'electric-soul amb la cultura aborigen i canten en Pitjantjatjara, Yankunytjatjara i en anglès. El duet ha publicat un EP i diversos senzills. Estan preparats per representar Austràlia al Festival de la Cançó d'Eurovisió 2024 amb la cançó "One Milkali (One Blood)".

## Història
Abans de la formació del grup, tots dos artistes van fer el seu nom participant individualment en la versió australiana de The X Factor. Zaachariaha Fielding va participar en la tercera edició del programa, mentre que Michael Ross va participar en la cinquena edició. Electric Fields es va formar oficialment l'any 2015, començant a llançar diverses versions que van des del pop, el soul i l'electrònica. Crítics especialitzats han descrit el duet com "una trobada entre Daft Punk i Nina Simone dins de Deep Forest".
El 2016 van llançar el seu EP debut Inma, que fusiona la música electrònica amb l'ús de diverses llengües aborígens australianes com el pitjantjatjara i Yankunytjatjara. L'EP es va promocionar a través de diversos festivals de música com Spirit Festival, Adelaide Fashion Festival i Triple J Festival. El 2016 el duet va guanyar l'Emily Burrows Award, un premi atorgat per reconèixer i promoure el desenvolupament professional d'artistes o grups musicals emergents d'Austràlia del Sud.
L'any següent el duet va guanyar un National Indigenous Music Awards, els principals guardons de la música aborigen, en la categoria Revelació de l'any. El 2018 van rebre una nominació com a Artista de l'Any.
L'any 2018 es va confirmar la seva participació a Eurovisió - Australia Decide 2019, el procés de selecció australià per al Festival de la Cançó d'Eurovisió 2019, amb la cançó 2000 i Whatever, amb la qual van quedar segones darrere de Kate Miller-Heidke. Després de l'experiència de selecció, Electric Fields va anar de gira per Austràlia. Durant les actuacions, es va compondre una banda de suport que inclou un guitarrista, un intèrpret de didgeridoo i ballarins.
El 2020, durant la pandèmia de la COVID-19, el duet va gravar virtualment, en col·laboració amb Jessica Mauboy, Missy Higgins i John Butler, una interpretació del tema From Little Things Big Things Grow de Kev Carmody i Paul Kelly com a part del documental The So, emès per ABC Television.
El novembre de 2021, Electric Fields aconsegueix un contracte de gravació amb el segell Warner Music Australia, amb el qual van llançar els senzills Gold Energy i Catastrophe.
El 21 de febrer de 2023, l'emissora australiana SBS va anunciar que havia seleccionat internament el duet, amb l'inèdit One Milkali (One Blood), per tal de representar la nació al Festival de la Cançó d'Eurovisió 2024 a Malmö.

## Al cinema
Els camps elèctrics són el tema d'un documental de SBS / NITV, "Voice From The Desert", projectat a nivell nacional a partir del 10 de desembre de 2018. La pel·lícula formava part de la sèrie Our Stories, amb creativitats indígenes australianes emergents, i dirigida per Daniel Clarke i Amy Pysden. El document mostra un duo actuant als National Indigenous Music Awards 2017 a Darwin, a més de cobrir Fielding visitant Mimili i examinant les seves primeres experiències de vida creixent a la remota Austràlia del Sud i el seu creixement artístic i personal. També hi ha entrevistes amb els seus pares Kaye Lowah i Robert Fielding.

## Discografia

### Reproduccions esteses
| Títol | Detalls                                                                                               |
| ----- | --- |
| Inma  | - Publicació: 20 de juny de 2016 - Etiqueta: camps elèctrics - Formats: Descàrrega digital, streaming |

### Solters

#### Com a artista principal
| Títol                     | Curs | Posicions màximes dels gràfics | Àlbum                        |
| Títol                     | Curs | AUS Digital                    | Àlbum                        |
| ------------------------- | ---- | ------------------------------ | ---------------------------- |
| "2000 and Whatever"       | 2019 | 38                             | Single sense àlbum           |
| "Vision"                  | 2019 | —                              | Deadly Hearts 2              |
| "Gold Energy"             | 2021 | —                              | TBA                          |
| "Catastrophe"             | 2022 | —                              | TBA                          |
| "We the People"           | 2023 | —                              | TBA                          |
| "Anpuru Maau Kutjpa"      | 2023 | —                              | Faraway Downs (banda sonora) |
| "One Milkali (One Blood)" | 2024 | —                              | TBA                          |

#### Com a artista destacat
| Títol           | Curs | Àlbum              |
| --------------- | ---- | ------------------ |
| "No Other High" | 2017 | Visions            |
| "Would I Lie"   | 2020 | D'acord            |
| "Must Be Love"  | 2021 | Single sense àlbum |
| "Fight for Me"  | 2022 | TBA                |
| "See Your Face" | 2023 | TBA                |
| "Red Future"    | 2024 | Futur Vermell      |

### Altres aparicions
| Títol                | Curs | Àlbum                                                          |
| -------------------- | ---- | -------------------------------------------------------------- |
| "Shade Away"         | 2017 | NIMA Presents: The Sound of Indigenous Australia - Ara i abans |
| "Glorious"           | 2019 | Polianarquia                                                   |
| "Glorious"           | 2020 | Cannot Buy My Soul: The Songs of Kev Carmody                   |
| "Tjitji Lullaby"     | 2022 | ABC Kids                                                       |
| "Tjarpala"           | 2023 | Faraway Downs (banda sonora)                                   |
| "Antara Maau Kutjpa" | 2023 | Faraway Downs (banda sonora)                                   |
| "Esperit Tjukurpa"   | 2023 | Faraway Downs (banda sonora)                                   |
| "Tjukurpa"           | 2023 | Faraway Downs (banda sonora)                                   |
| "Ngula"              | 2023 | Faraway Downs (banda sonora)                                   |

## Premis

### Premis ARIA Music Awards
| Curs | Nominat/obra                | Premi                              | Resultat |
| ---- | --------------------------- | ---------------------------------- | -------- |
| 2019 | 2000 i el que sigui la gira | Millor Acte en directe d'Austràlia | Nominat  |

### Premis Nacionals Dreamtime
| Curs | Nominat/obra    | Premi                   | Resultat   |
| ---- | --------------- | ----------------------- | ---------- |
| 2019 | A ells mateixos | Artista Musical Masculí | Va guanyar |

### Premis Nacionals de Música Indígena
| Curs | Nominat/obra                          | Premi             | Resultat   |
| ---- | ------------------------------------- | ----------------- | ---------- |
| 2017 | A ells mateixos                       | Millor talent nou | Va guanyar |
| 2018 | A ells mateixos                       | Artista de l'any  | Nominat    |
| 2019 | A ells mateixos                       | Artista de l'any  | Nominat    |
| 2019 | "2000 i el que sigui"                 | Cançó de l'any    | Nominat    |
| 2020 | A ells mateixos                       | Artista de l'any  | Nominat    |
| 2020 | Camps elèctrics i Keiino - "Mentiria" | Cançó de l'any    | Nominat    |
| 2022 | A ells mateixos                       | Artista de l'any  | Nominat    |

### Premis Nacionals de Música en Viu
| Curs | Nominat/obra                           | Premi                                        | Resultat   |
| ---- | -------------------------------------- | -------------------------------------------- | ---------- |
| 2017 | A ells mateixos                        | Acte en directe de l'any d'Austràlia del Sud | Va guanyar |
| 2017 | Zaachariaha Fielding (camps elèctrics) | Veu en directe de l'any d'Austràlia del Sud  | Va guanyar |
| 2018 | A ells mateixos                        | Acte electrònic en directe (o DJ) de l'any   | Va guanyar |
| 2019 | A ells mateixos                        | Acte en directe de l'any                     | Va guanyar |
| 2019 | A ells mateixos                        | Acte electrònic en directe (o DJ) de l'any   | Va guanyar |
| 2019 | Zaachariaha Fielding (camps elèctrics) | La veu en directe de l'any                   | Va guanyar |
| 2020 | Zaachariaha Fielding (camps elèctrics) | La veu en directe de l'any                   | Va guanyar |
| 2023 | A ells mateixos                        | Millor Acte en Viu                           | Nominat    |
| 2023 | A ells mateixos                        | Millor actuació en directe a SA              | Nominat    |
| 2023 | A ells mateixos                        | Millor Acte Pop                              | Nominat    |
| 2023 | Zaachariaha Fielding                   | Veu en directe a SA                          | Nominat    |
| 2023 | Zaachariaha Fielding (camps elèctrics) | Millor veu en directe                        | Va guanyar |

### Premis de la Música d'Austràlia del Sud
| Curs | Nominat/obra    | Premi                                                     | Resultat   |
| ---- | --------------- | --------------------------------------------------------- | ---------- |
| 2019 | A ells mateixos | Millor artista aborigen o de l'illa de l'estret de Torres | Va guanyar |
| 2019 | A ells mateixos | Premi electrònic de l'elecció del públic                  | Va guanyar |